# Jüdischer Friedhof Steinbach (Schwäbisch Hall)
Der Jüdische Friedhof Steinbach ist ein jüdischer Friedhof in Steinbach, einem Wohnbezirk von Schwäbisch Hall im Landkreis Schwäbisch Hall im nördlichen Baden-Württemberg.

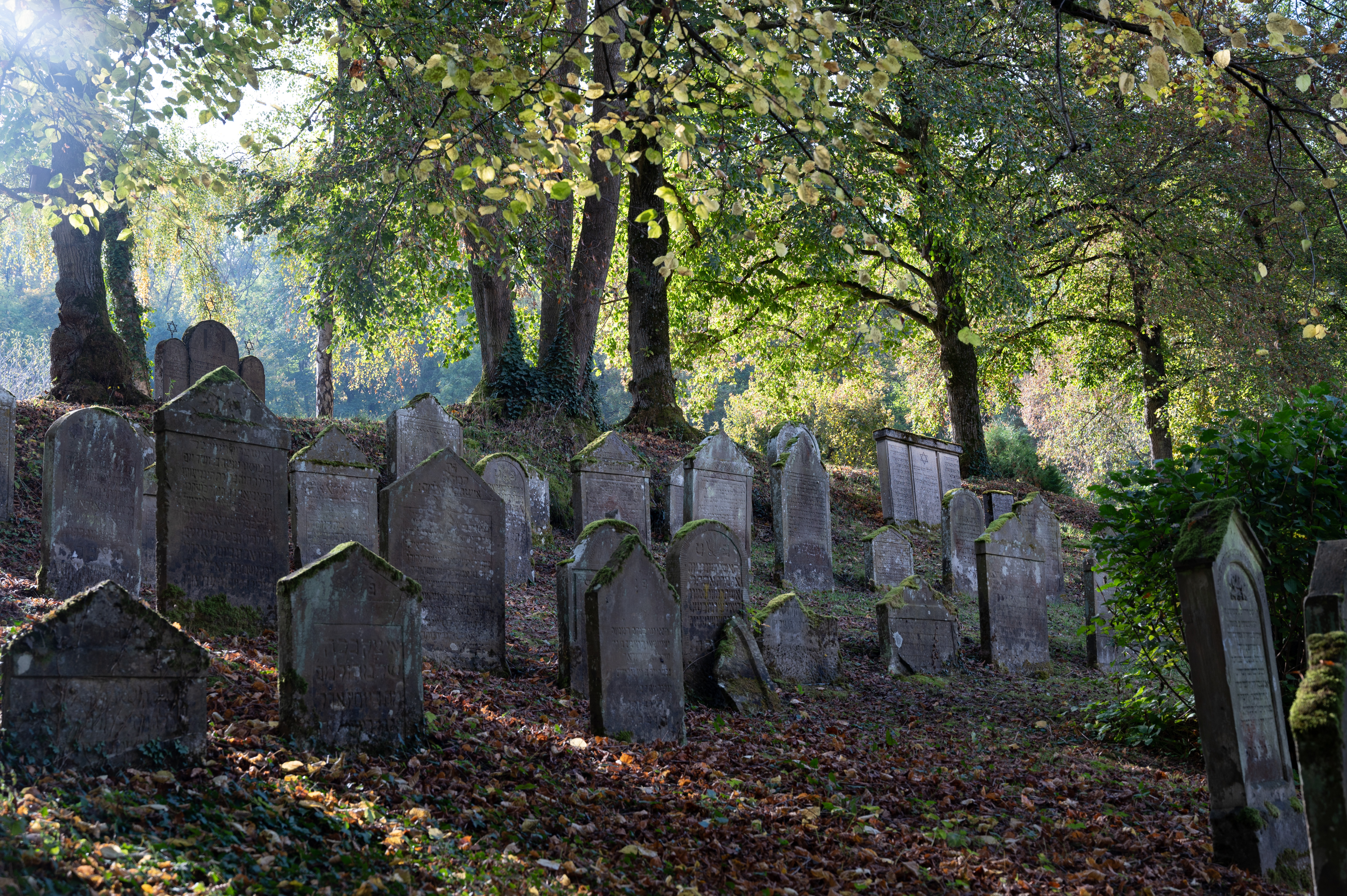
Der jüdische Friedhof in Steinbach (2021)

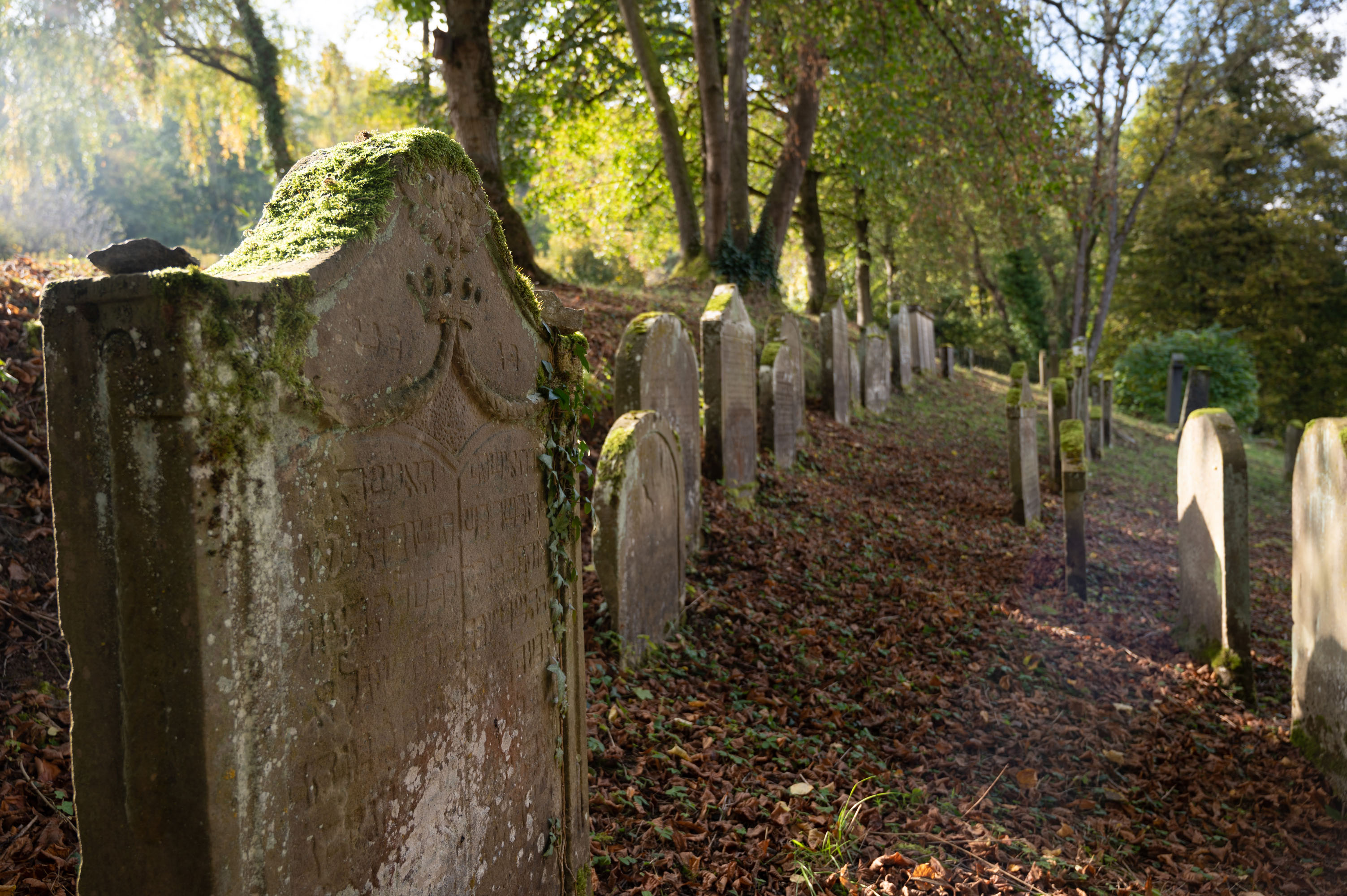
Grabsteine auf dem jüdischen Friedhof Steinbach

Die Toten der jüdischen Gemeinde Steinbach wurden zunächst auf dem jüdischen Friedhof Schopfloch (Landkreis Ansbach) und ab 1747 auf dem jüdischen Friedhof Braunsbach beigesetzt. 1809 wurde ein eigener Friedhof an der Steinbacher Straße errichtet, ungefähr gegenüber der heutigen Limpurgbrücke. Der jüdische Friedhof hat eine Fläche von 35,03 Ar, von denen rund die Hälfte an einem teils recht steilen Hang neben der Straße liegen, welcher oberhalb in eine flache Geländeplattform übergeht. Heute sind noch 121 Grabsteine vorhanden, von denen ein gutes Drittel in dichter Kette unmittelbar neben der Straße stehen, mit Beschriftung zum ansteigenden Hang, in dessen oberem Teil noch drei kurze, anscheinend originale Reihen die Vorderseiten dem Tal zukehren. Der größte Teil des flachen Geländeabschnitts ist eine Wiese ohne jeden Stein. Die Belegungszeit war von etwa 1812 bis 1948.
Eine Besonderheit der Grabsteine auf dem Steinbacher Friedhof sind die bei 18 Grabsteinen, statt der üblichen Punkte, verwendeten kunstvollen Gebilde zur Abkürzung hebräischer Wörter. Unter anderem finden sich verschiedene Zweig-, Blüten- und Knospenmotive, Herz, Horn, Fisch und Stern.
Der Friedhof wurde in der Zeit des Nationalsozialismus zerstört, und nur ein Teil der Grabsteine konnte nach 1945 wieder aufgestellt werden. Gedenksteine erinnern seit 1947 an die Opfer des KZ Hessental und an die Opfer der nationalsozialistischen Verfolgung aus Schwäbisch Hall.